# Diplopygia bicaudata
Diplopygia bicaudata är en insektsart som beskrevs av Max Beier 1962. Diplopygia bicaudata ingår i släktet Diplopygia och familjen vårtbitare. Inga underarter finns listade i Catalogue of Life.